# Valfin-sur-Valouse
Pour les articles homonymes, voir Valfin et Valouse (homonymie).
Valfin-sur-Valouse est une ancienne commune française située dans le département du Jura en région Bourgogne-Franche-Comté. Les habitants se nomment les Valfinois et Valfinoises.

## Géographie
Le village de Valfin-sur-Valouse est caché dans une gorge profonde qui s'ouvre sur la rive droite de la Valouse, affluent de l'Ain qui prend sa source sur la commune d'Écrille. Ses maisons de pierre bordent le ruisseau de la Balme. La commune est composée de 3 hameaux : Soussonne, Sésigna et Sur-les-Creux.
Curiosités naturelles, la grotte et la source de La Balme. La grotte est située au captage de la source dans le périmètre de protection immédiat.
Pratique de la pêche à la truite dans le ruisseau de la Balme et la Valouse.

## Histoire
Entre 1790 et 1794, Valfin absorbe la commune éphémère de Écreux-Dessous, en 1822, celle de Soussonnes et en 1826, celle de Sésigna ou Sesignat.
Le château anciennement fortifié, fut jadis propriété de la seigneurie de Dramelay au XIIIe siècle. Le château se composait d'un puissant donjon carre, flanqué à ses angles de quatre tours à mâchicoulis, un ensemble fortifié difficile d'accès. L'aspect fut profondément modifié au XVIe siècle par son nouveau propriétaire, François de Toulongeon, lequel supprima les tours d'angle du donjon, lui adossa une tour quadrangulaire et un corps de bâtiment. Le château fut transformé en style renaissance au XVIe siècle. Des familles nobles s'y succédèrent : les Montaigu, marquis de Boutavant et de Valfin, puis les Dom d'Hautecour. Le dernier seigneur de Valfin fut Antide Dom d'Hautecour, petit-fils d'écuyer et secrétaire du Roi.
La Commune de Soussonne est réunie à celle de Valfin le 7 août 1822 et celle de Sésigna le 2 août 1826.
L'érudit et folkloriste franc-comtois Désiré Monnier (1788-1867) s'est rendu dans la commune le 11 mai 1839, au cours d'une de ses nombreuses promenades dans la région. Il garde un souvenir de sa visite en dessinant une vue du village dans un de ses carnets. 

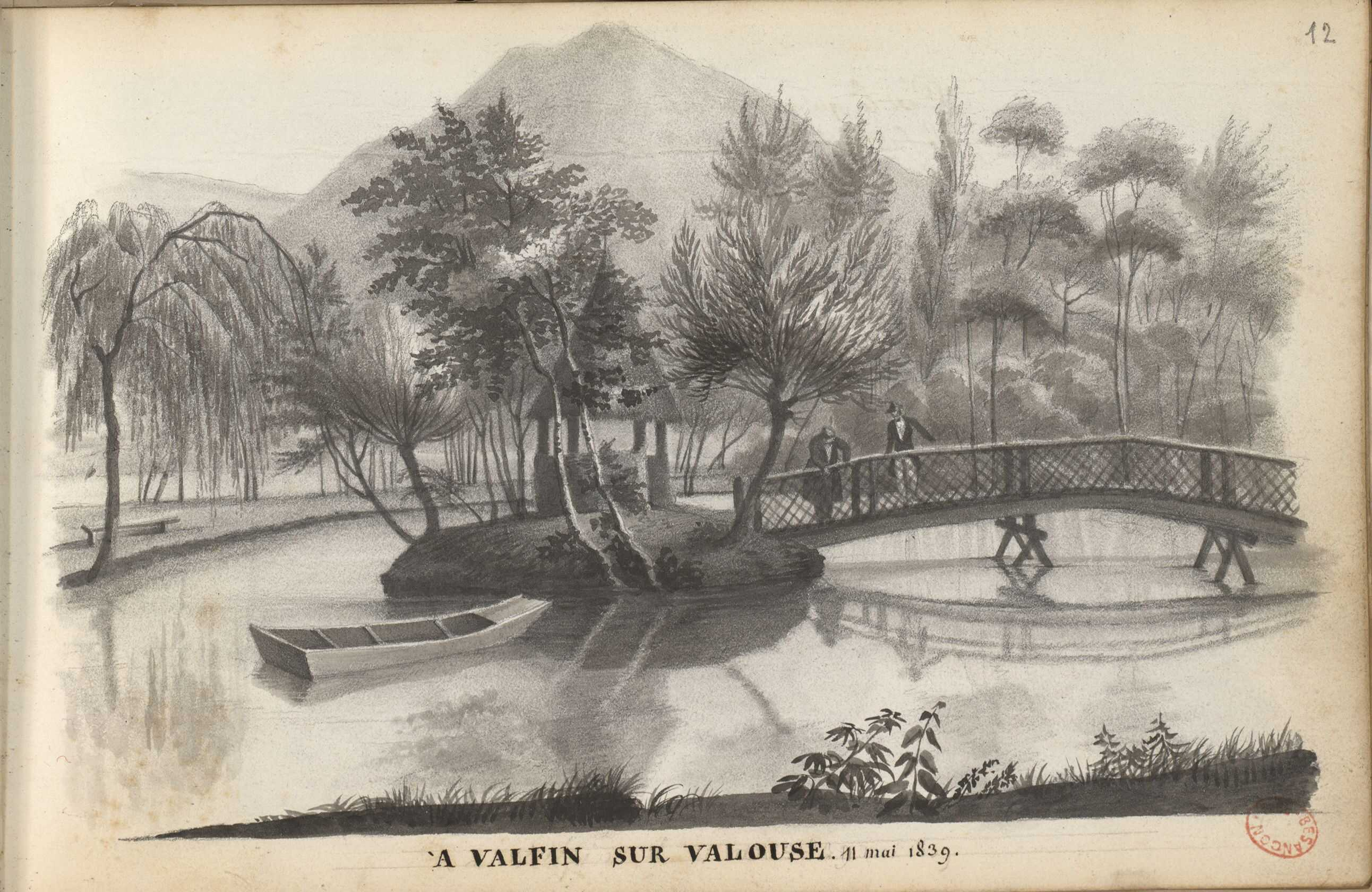
Vue de Valfin-sur-Valouse par Désiré Monnier, le 11 mai 1839

En 1953, la ville d'Argenteuil acheta le château pour en faire un centre de vacances.  Ainsi, au XXe siècle, il accueille ainsi durant cinq décennies la colonie de vacances de la ville d’Argenteuil, très courue par les familles. Il subsiste aujourd'hui le corps de logis percé de sa porte charretière, piqué de mâchicoulis, flanqué de deux ailes, l'une comptant deux étages et l'autre trois.Un bâtiment de ferme, remodelé pour l'usage de la colonie de vacances s'élève au sud-est de l'ensemble.
L'église, dédiée à Sainte Marie Madeleine, fut construite vers 1843, époque à laquelle la chapelle castrale fut démolie. Après-guerre, elle fut rénovée par les habitants sous le mandat du maire communiste, M. Turlan, avec le matériel de la colonie de vacances et l'assentiment des camarades d'Argenteuil.
En 2016, des discussions sont en cours avec les communes de Vosbles, Charnod, Villeneuve pour la création d’une commune nouvelle. Par un arrêté du préfet du Jura du 4 décembre 2017, la commune est regroupée avec Vosbles pour donner Vosbles-Valfin à compter du 1er janvier 2018.

## Politique et administration
| Période    | Période   | Identité      | Étiquette | Qualité            |
| ---------- | --------- | ------------- | --------- | ------------------ |
| avant 1995 |           | Robert Turlan | PCF       | Gardien du château |
| mars 2001  | mars 2014 | Marcel Nicod  |           |                    |
| mars 2014  | En cours  | Pascal Ravier | DVD       | Agriculteur        |

## Démographie
L'évolution du nombre d'habitants est connue à travers les recensements de la population effectués dans la commune depuis 1793. Pour les communes de moins de 10 000 habitants, une enquête de recensement portant sur toute la population est réalisée tous les cinq ans, les populations de référence des années intermédiaires étant quant à elles estimées par interpolation ou extrapolation. Pour la commune, le premier recensement exhaustif entrant dans le cadre du nouveau dispositif a été réalisé en 2007.

En 2015, la commune comptait 82 habitants, en évolution de −3,53 % par rapport à 2009 (Jura : −0,81 %, France hors Mayotte : +2,11 %).
| 1793 | 1800 | 1806 | 1821 | 1831 | 1836 | 1841 | 1846 | 1851 |
| ---- | ---- | ---- | ---- | ---- | ---- | ---- | ---- | ---- |
| 242  | 252  | 315  | 241  | 340  | 329  | 328  | 318  | 343  |

| 1856 | 1861 | 1866 | 1872 | 1876 | 1881 | 1886 | 1891 | 1896 |
| ---- | ---- | ---- | ---- | ---- | ---- | ---- | ---- | ---- |
| 282  | 277  | 245  | 237  | 224  | 212  | 226  | 223  | 196  |

| 1901 | 1906 | 1911 | 1921 | 1926 | 1931 | 1936 | 1946 | 1954 |
| ---- | ---- | ---- | ---- | ---- | ---- | ---- | ---- | ---- |
| 175  | 155  | 155  | 147  | 132  | 110  | 110  | 96   | 92   |

| 1962 | 1968 | 1975 | 1982 | 1990 | 1999 | 2006 | 2007 | 2012 |
| ---- | ---- | ---- | ---- | ---- | ---- | ---- | ---- | ---- |
| 98   | 89   | 90   | 80   | 73   | 91   | 88   | 88   | 84   |

| 2015 | - | - | - | - | - | - | - | - |
| ---- | - | - | - | - | - | - | - | - |
| 82   | - | - | - | - | - | - | - | - |

## Économie
La commune compte 3 exploitants agricoles dont le moutonnier Jean-Luc Balbi qui commercialise son fromage, le Valouse Creek (médaille d’argent au salon de l’Agriculture à Paris).

## Inventaire et protection
Cinq ZNIEFFF ont été délimitées sur la commune :
type I : Combles du château de Valfin, Gorges de la Valouse, Les prés Perrin et Montecenne, Pelouses de Dramelay et Soussonne.
type II : Pelouses, forêts et prairies de la Petite Montagne (sur l’ensemble du territoire).
La zone NATURA 2000 de la Petite Montagne du Jura , recouvre une grande partie de la ZNIEFF de type 2 du même nom.

## Lieux et monuments
- Château. Le village possède son château situé au sud, à l’extrémité d’une montagne, comprenant un donjon du 13e et des bâtiments du XVIe siècle.
- Les combles du château abritent une colonie de chauves-souris et, à ce titre, est un site protégé Natura 2000.
- Église.
- Fontaine de Soussonne.

## Personnalités liées à la commune
- Luc Turlan (1958-), illustrateur et auteur pour la jeunesse, originaire de la commune. Depuis 2011, l'école maternelle de Corme-Royal est nommée « École maternelle Luc-Turlan ».